# Dendronephthya weberi
Dendronephthya weberi är en korallart som beskrevs av Verseveldt 1966. Dendronephthya weberi ingår i släktet Dendronephthya och familjen Nephtheidae. Inga underarter finns listade i Catalogue of Life.